# Вертеп (Любченко)
Вертеп – повість українського письменника Аркадія Любченка, написана, за його словами, «езопівською мовою»; вперше надрукована у журналі «Літературний ярмарок» у 1929 році.  Вважається найкращим твором у доробку автора.

## Зміст
Повість не має загальної сюжетної лінії та складається з одинадцяти частин.
У вступній частині під назвою «Слово перед завісою», читачеві пропонується подивитися «вертеп» –  мистецьке дійство, що, за характеристикою автора, є «зливою найрозмаїтіших кольорів та відтінків…грандіозним калейдоскопом». Автор закликає слідувати за цим каскадом фарб і звуків та зауважує на появу головної героїні – Жінки.
В наступній частині автор передає почуття від перечитаних забутих нотаток, що змушують замислитися над швидкоплинністю життя та неможливістю повернення у минуле. Ці його почуття підсилюються звуками траурного маршу Шопена, картиною похорон та образом сумної жінки, яка ховає свого чоловіка.
Але незабаром кладовище залишається позаду та шлях автора пролягає у новий день, сповнений кольорами, які порівнюються із палітрою Анатоля Петрицького.
Далі – мова цифр, що говорять про торф, залізну руду, кам’яне вугілля, інші корисні копалини на які багата українська земля; слова поваги автора до робітника, завдяки якому руда та вугілля перетворюються у мартені на сталь та чавун. 
Потім, згадуючи сумну жінку, автор раптом бачить її поруч із робітником. Вони захоплені розмовою та не звертають увагу на вітер, що несе грозу, але з першими ударами грому ховаються у хаті, куди їх запрошує автор, який в заключній частині повісті закликає до любові до життя.

## Сприйняття
Підкреслюючи важливість твору, історик української літератури Юрій Шерех, зауважив, «… що «Вертепом» Любченка українська література сказала нове слово – і в змісті, і в формі».
Також, за словами кандидата філологічних наук Лесі Пізнюк, «… «Вертеп»… підсумковий для романтики вітаїзму…та ваплітянського періоду творчості Любченка», який «…у новаційному за жанром творі спробував охопити історію становлення молодої країни, формування нової людини…».